# Borís Nemtsov
Borís Iefímovitx Nemtsov - en ciríl·lic Борис Ефимович Немцoв - (Sotxi, 9 d'octubre de 1959 - Moscou, 27 de febrer de 2015) fou un físic i polític liberal rus. Tingué una carrera política d'èxit durant els anys noranta sota el president Borís Ieltsin, i des del 2000 havia estat opositor al govern de Vladímir Putin. El febrer del 2015, en plena polèmica sobre el paper de Rússia en la guerra civil a l'est d'Ucraïna, fou assassinat molt a prop de la Plaça Roja de Moscou quan creuava el pont Balxoi Moskvoretski amb la seva companya Anna Duritska.
Abans de la seva mort, Nemstov havia estat membre del parlament regional de l'óblast de Iaroslavl (escollit el 2013), representant del partit polític RPR-PARNAS (el qual és membre de l'Aliança dels Liberals i Demòcrates per Europa) i un dels líders del moviment Solidarnost.
Nemtsov fou el primer governador de l'óblast de Nijni Nóvgorod (1991-97). Després treballà en el Govern de Rússia com a Ministre de fuel i energia (1997), vicepresident de Rússia i membre del Consell de Seguretat de 1997 a 1998. El 1998 fundà el moviment Rússia Jove. Un any més tard co-fundà la Unió de Forces de Dreta, un bloc electoral i partit polític. Fou elegit diverses vegades com a membre de l'Assemblea Federal. Nemtsov treballà com a segon portaveu de la Duma estatal i com a líder del grup parlamentari d'Unió de Forces de Dreta. Després d'una escissió al partit el 2008, co-fundà Solidarnost. Des de 2012 Nemtsov fou representant del Partit Republicà de la Federació Russa (RPR-PARNAS).